# Escala amb plataforma

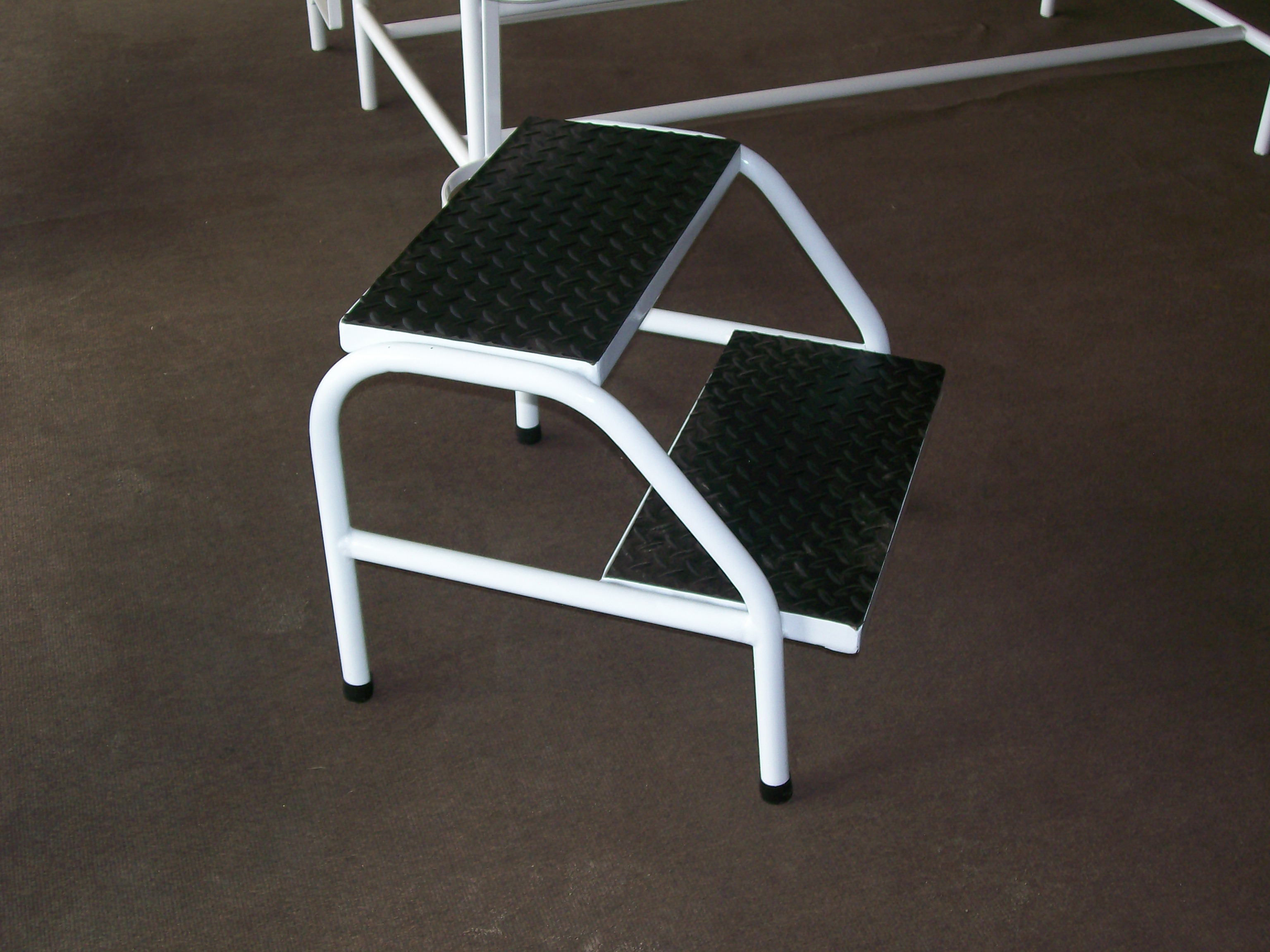
Escala de plataforma de dos graons

Una escala amb plataforma és un estri a mig camí entre una escala de mà i un tamboret, utilitzant-se com a plataforma de suport per assolir objectius que es troben a alçades compreses entre ~ 2m i ~ 3m. El tipus modern més comú es fa amb dues escales separades connectades entre si a l'extrem superior, on hi ha una plataforma amb una superfície prou gran per poder-s'hi mantenir amb els dos peus damunt, amb la resta de graons de la mateixa mida, fet que permet treballar amb comoditat, a diferents alçades; tanmateix, alguns models tenen els esgraons estrets clàssics. Aquesta disposició de disseny plegable, que oberta, permet que s'aguanti sola elimina la necessitat de recolzar-la a la paret, com en el cas d'una escala de mà estàndard. S'utilitzen molt a la cuina, fins al punt que en alguns llocs s'anomenen "escala de cuina".

## Evolució
Des del petit tamboret de fusta, l'escala de plataforma va anar creixent per permetre agafar objectes en llocs més elevats. La necessitat va portar a afegir-hi un parell d'esgraons, primer de fusta i després de metall lleuger. Les de múltiples esglaons estan també equipades amb baranes de seguretat per als models més alts. Generalment són plegables per poder-les emmagatzemar i facilitar-ne el transport.
Per satisfer les necessitats dels professionals de la construcció, han sorgit escales de plataforma per a usos molt específics com escales bastida, escales girafa, etc..

## Ús

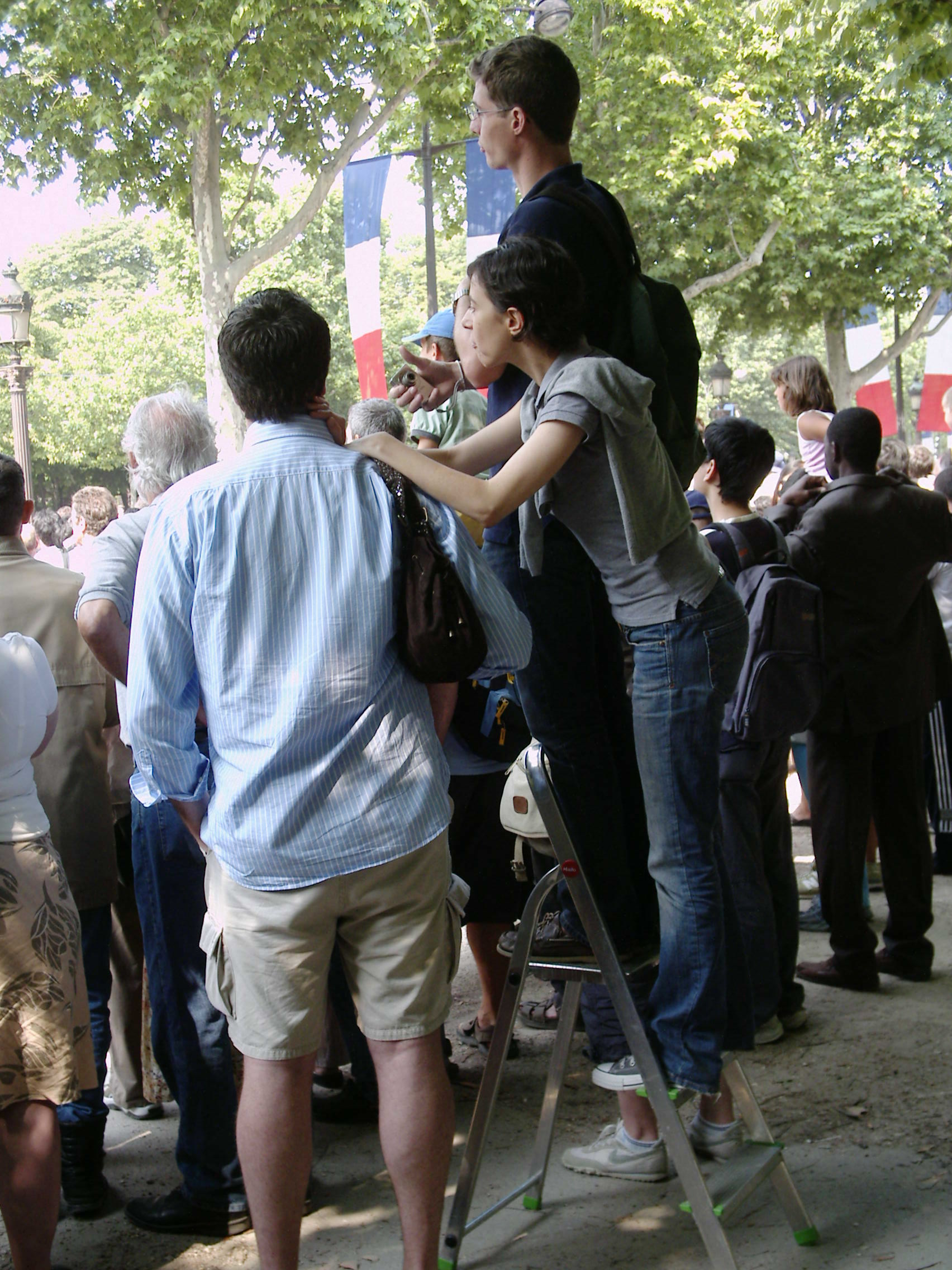
Escala de plataforma de 3 graons

Les escales amb plataforma, tenen una àmplia gamma d'usos. Són una eina important, per exemple, per als pintors d'interiors, o empaperadors, que els models "tipus bastida" fins i tot poden caminar per la plataforma i no han de baixar cada vegada que necessiten canviar una mica de zona de treball. S'utilitzen, per exemple, per canviar bombetes i llums fluorescents en habitacions amb sostres alts, per recollir fruita en horticultura i en altres activitats. També són utilitzades pels fotògrafs quan necessiten un punt de visió de conjunt més elevat. Alguns models es poden fer servir com a tamboret per seure.
Són aptes només per a llocs amb una superfície plana i no són utilitzables recolzades sobre superfícies irregulars. S'utilitzen com una escala de mà, però tenen l'avantatge de ser més còmodes al poder mantenir-se dempeus sobre la plataforma. Per a petites alçades són més segures que una escala normal. No obstant això, tenen el desavantatge de ser menys estables que una escala de mà recolzada a la paret  i no és aconsellable fer servir una escala de plataforma tan alta com una escala normal, ja que amb un desequilibri podria bolcar.

## Galeria

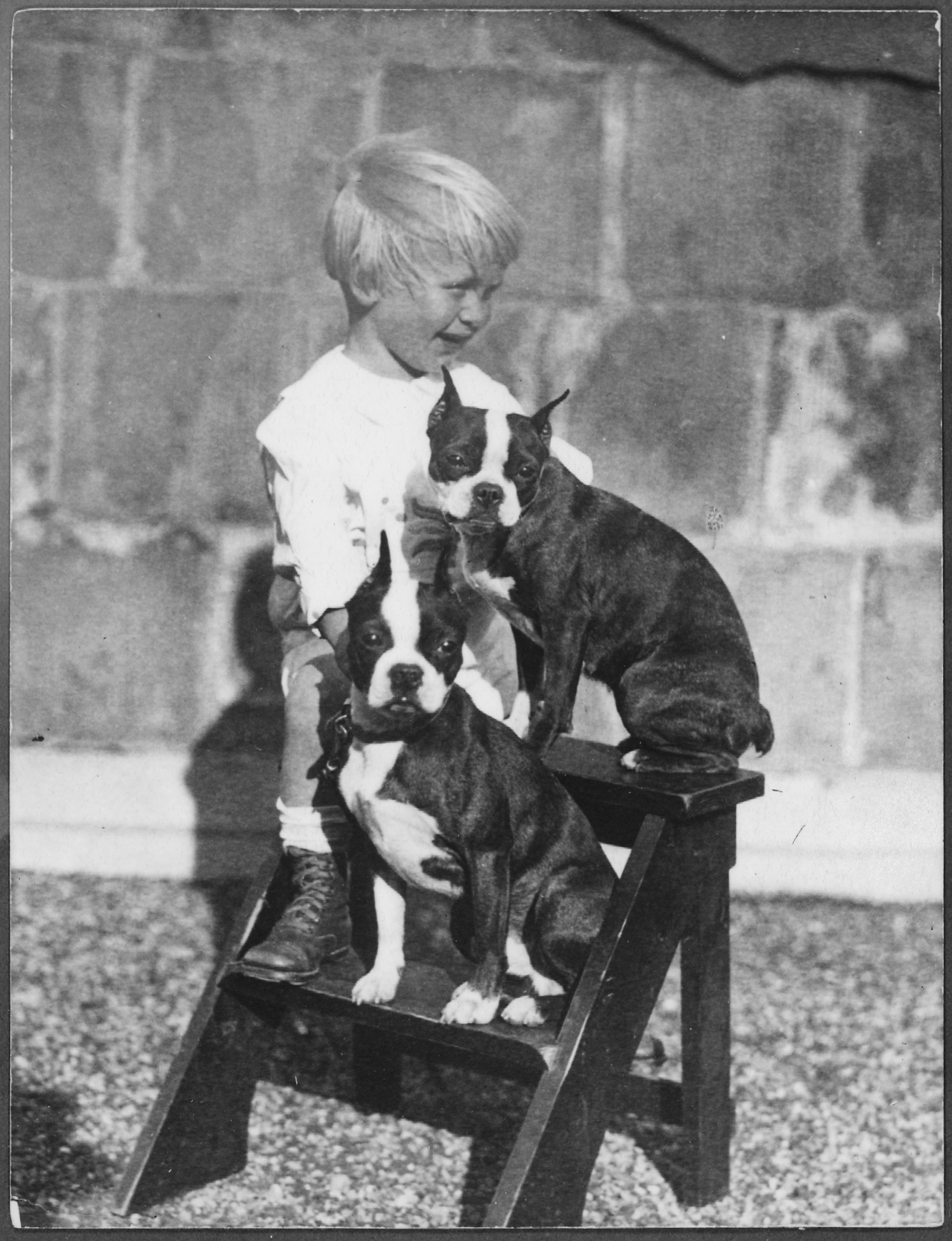
Model primitiu
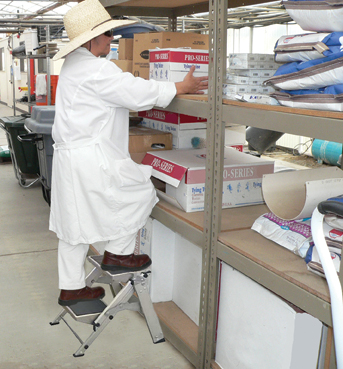
Models de 2 graons d'alumini
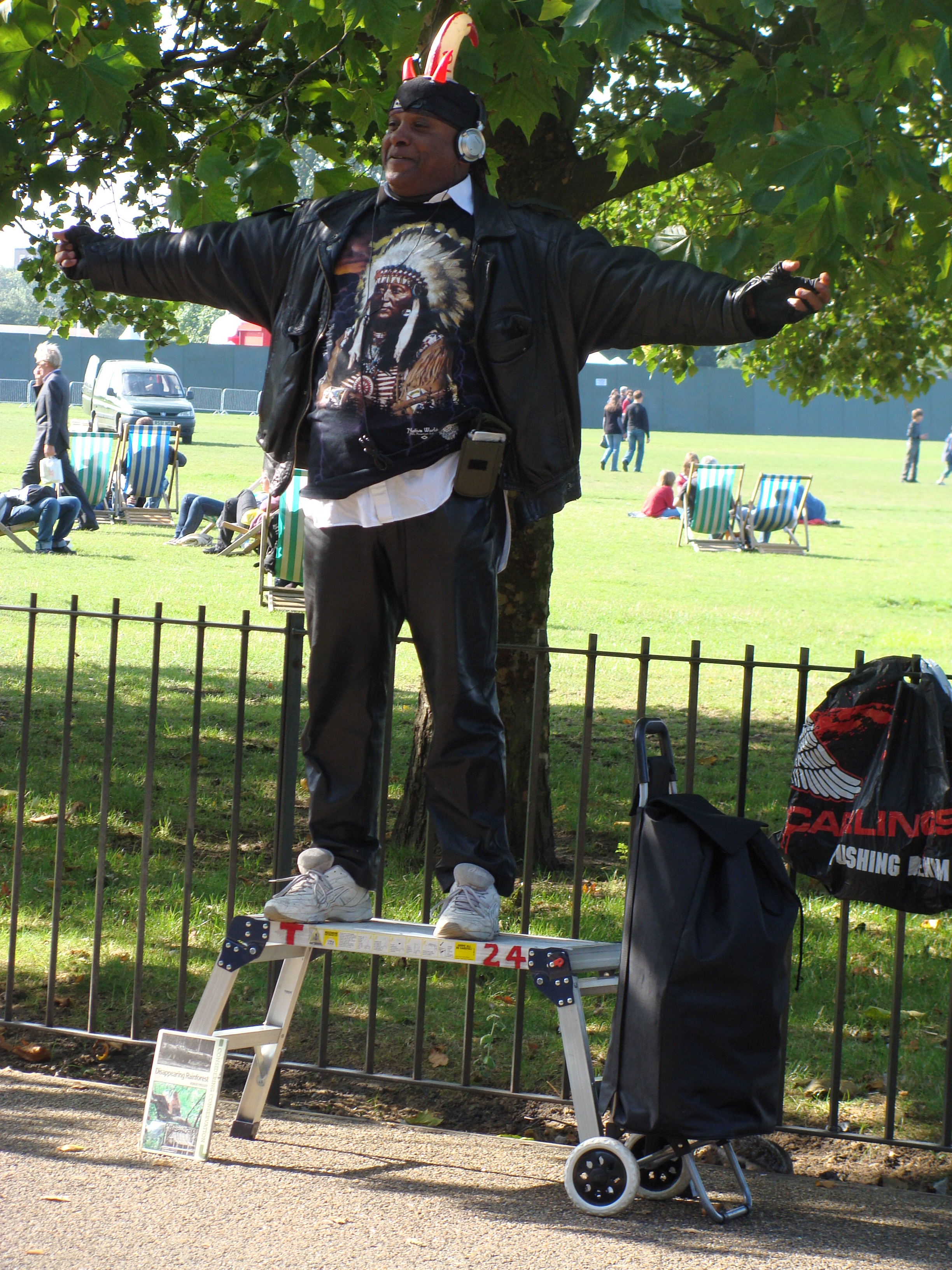
Plataforma del tipus bastida